# ريتشارد غرين
ريتشارد غرين (بالإنجليزية: Richard Green)‏ (22 نوفمبر 1967 بولفرهامبتن في المملكة المتحدة - ) هو لاعب كرة قدم بريطاني في مركز الدفاع. لعب مع سويندون تاون وشروزبري تاون ونادي روتشديل ونادي غيلينغهام ونادي نورثامبتون تاون ونادي والسول.

## وصلات خارجية
- ريتشارد غرين على موقع قاعدة بيانات كرة القدم.إي يو (الإنجليزية)